# Martinique-Vulkanfrosch
Der Martinique-Vulkanfrosch (Allobates chalcopis) ist eine vom Aussterben bedrohte Froschart aus der Familie der Aromobatidae. Er ist endemisch auf der Karibikinsel Martinique und der einzige bekannte Aromobatid, der nur auf einer Ozeaninsel vorkommt.

## Taxonomie
Die Art unterscheidet sich deutlich von ihren nächsten Verwandten, was durch molekulargenetische, morphologische und ökologische Daten belegt wird. Dies unterstützt die Hypothese, dass es sich um eine eigenständige endemische Art handelt.

## Ursprung und Verbreitung
Der Ursprung der Art kann bis ins Bergland von Guyana zurückverfolgt werden, wo ihre nächsten Verwandten der Gattung Allobates leben.
Allobates chalcopis wurde ursprünglich aus den bewaldeten Schluchten des Mont Pelé auf Martinique beschrieben. Ihr heutiges Verbreitungsgebiet beginnt in der Übergangszone zwischen Wald und Savanne, wobei die Savanne die höher gelegene Vegetationsform darstellt. Bei einer Untersuchung im Jahr 2012 wurde die Art auch am Piton Boucher in den Carbet-Bergen südöstlich von Pelée auf 1.000 m Höhe gefunden.
Die Art bevorzugt dunkle und besonders feuchte Mikrohabitate. Unterhalb des Gipfels des Mont Pelé bildet die Vegetation dichte Teppiche mit einer Dicke von fast einem Meter und besteht insbesondere aus Farnen, kleinen Sträuchern, Moos und Torfmoos. In den feuchten Zwischenräumen und Erdspalten, die oft mit abgestorbenem Pflanzenmaterial, Wurzeln und Stängeln gefüllt sind, entwickeln sich die kleinen Frösche. Die Männchen rufen aus dieser Vegetation und locken damit die Weibchen an.

## Merkmale
Die Männchen haben eine Kopf-Rumpf-Länge von ca. 17 mm, die Weibchen von ca. 16–18 mm. Die Oberseite ist hellbraun mit einer dunkleren Zeichnung. Die Männchen haben eine ausgeprägte schwarze Kehle, die in ein dunkles Grau übergeht, während die Weibchen eine einheitlich hellorange Kehle und Bauch haben. Der Kopf ist etwas breiter als lang und die Schnauze kurz und rund. Der Augendurchmesser liegt bei rund 3 mm und die Größe des Tympanums bei etwa 40 Prozent des Augendurchmessers. Zwischen den Fingern befinden sich keine Schwimmhäute und zwischen den Zehen nur kaum sichtbare Ansätze. Der erste Finger ist fast genauso lang wie der zweite. Die Zehen weisen kleine, runde Tuberkel auf.
Die Kaulquappen sind terrestrisch, d. h. sie entwickeln sich in Moos und feuchter Vegetation anstatt in einem offenen Wasserkörper. Durch ihre endotrophe Ernährung aus den Dotterreserven der Eier sind sie nicht auf aktiven Nahrungserwerb angewiesen. Ihr Körper ist ventral abgeflacht und sie erreichen eine Länge von mindestens 12 Millimetern, bevor sie sich durch Metamorphose in Frösche verwandeln.
Die Art kann leicht mit Johnstones Pfeiffrosch (Eleutherodactylus johnstonei) oder Eleutherodactylus martinicesis verwechselt werden, das Vorhandensein von Schuppen an den Fingern ermöglicht jedoch eine schnelle Unterscheidung.

## Bedrohung und Schutz
Der Erhaltungszustand der Art ist besorgniserregend, da sie mehreren Bedrohungen ausgesetzt ist. Die Weltnaturschutzunion hat den Martinique-Vulkanfrosch 2021 aufgrund des Verlusts seines Lebensraums und aufgrund des Klimawandels als „vom Aussterben bedroht“ eingestuft. Auch national wird er als vom Aussterben bedroht gelistet. Die Populationen scheinen mit dem Rückgang ihres Lebensraums zu schrumpfen. Die Qualität des Lebensraums wurde in der Vergangenheit auch durch den Einsatz von Pestiziden in Bananenplantagen beeinträchtigt. Die Art kommt in den Naturreservaten Pitons du Carbet und Montagne Pelée vor. Sie steht seit 14. Oktober 2019 unter gesetzlichem Schutz.